# Адам Балабан
Адам Балабан гербу Корчак — представник української (руської) шляхетської родини Балабанів. Двоюрідний брат (кузен) теребовельського і рогатинського старости Олександра Балабана.
12 липня 1595 р. православний шляхтич Адам Балабан від імені свого рідного брата Гедеона (львівського православного єпископа) вніс у Галицький гродський суд скаргу на тих руських єпископів, які підтримували ідею єдності Київської митрополії з Римським престолом. На Галицькому сеймику 10 січня 1597 р. шляхтичі «грецького обряду» Галицького й Коломийського повітів (Адам та Іван Балабани, Березовські, Жураковські, Загвойські, Красилівські, Шумлянські й ін.) склали протестацію щодо спроб накинення православній людності «григоріанського календаря».
Співдідич Перемишлян у 1609 році, посідач Угорників.
Дружина — Марія Гулевичівна.